# Delpinophytum patagonicum
Delpinophytum patagonicum är en korsblommig växtart som först beskrevs av Carlos Luis Spegazzini, och fick sitt nu gällande namn av Carlos Luis Spegazzini. Delpinophytum patagonicum ingår i släktet Delpinophytum, och familjen korsblommiga växter. Inga underarter finns listade i Catalogue of Life.